# 代魯特

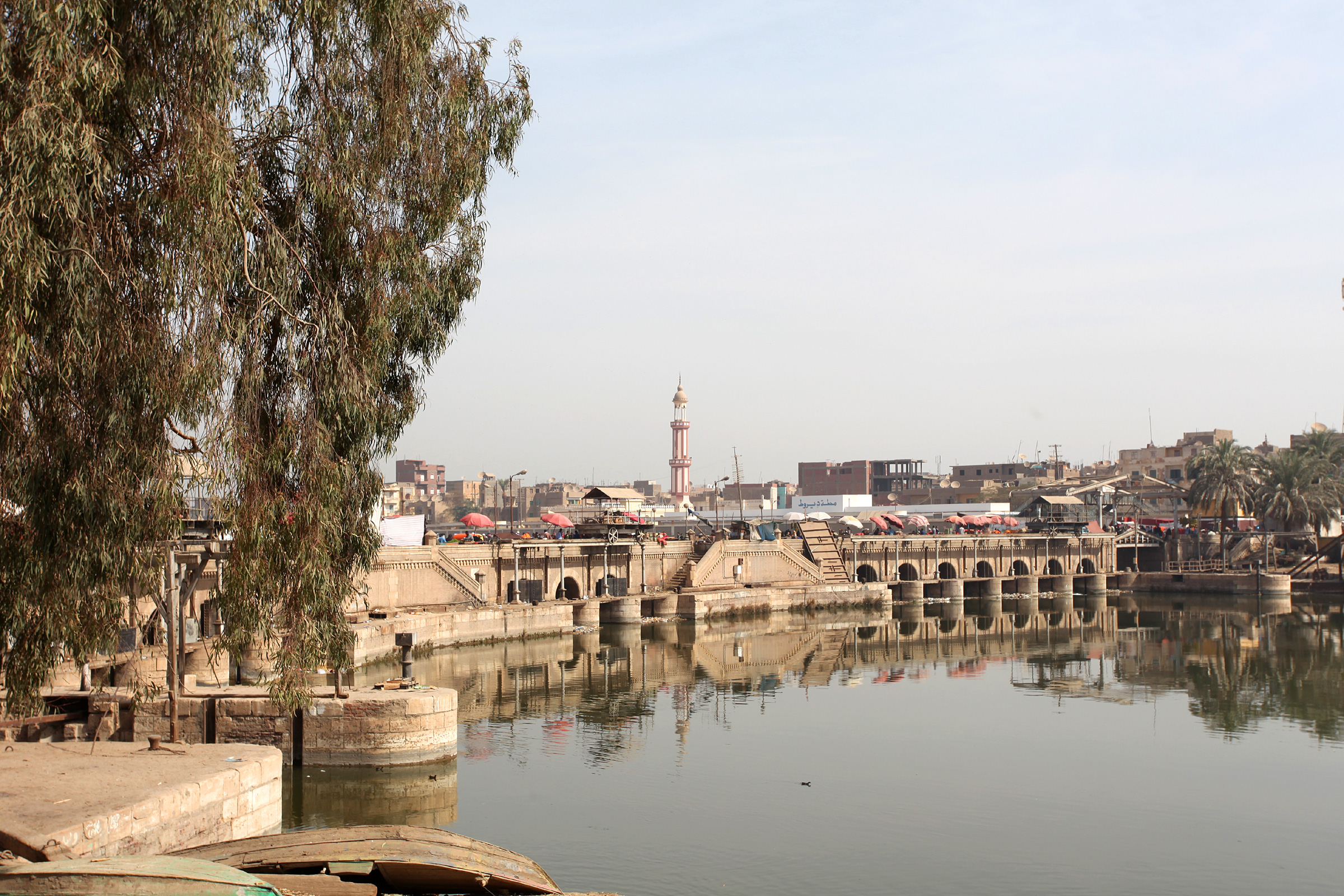
代魯特

代魯特是埃及的城鎮，由艾斯尤特省負責管轄，位於該國中東部尼羅河西岸，距離首府艾斯尤特60公里，2009年人口72,987，居民主要信奉基督教。
27°34′00″N 30°49′00″E / 27.56667°N 30.81667°E